# Чемпіонат острова Фогу з футболу
Чемпіонат острова Фогу з футболу або Liga Insular do Fogo — чемпіонат острова Фогу з футболу, який було створено приблизно в 1960-их роках. Переможець кожного розіграшу чемпіонату острова виступає в Чемпіонаті Кабо-Верде кожного сезону.

## Історія
Чемпіонат було створено приблизно в 1960-их роках. Найбільшу кількість титулів виграв Ботафогу в останні роки колоніального правління і після незалежності Кабо-Верде протягом 1970 — першої половини 1980-их років. Академіка вигравала титули раз в два роки в період між 1991 і 1997 та 2002 і 2004 роками, Вулканікуш виграв три титули поспіль з 1998 по 2000 роки, вони були наступним клубом, що вигравав титули кожні два роки в період між 2007 і 2011 роках, Академіка була наступним клубом, що виграв три титули поспіль з 2012 по 2014 роки. Виверження вулкана в середині листопада 2014 року затримала сезон приблизно на місяць і матчі були перенесені, пізніше в цьому сезоні можна було побпчити декілька дуже результативних поєдинків, 12 квітня найбільше забив у ворота клубу Паркуе Реал Спартак (12 голів). Вперше за 23 роки новим першим чемпіонату острова в 2015 році став, який і є останнім на сьогодні переможцем Чемпіонату острова Фогу.
В кінці 2000-их років Фогу став наступним островом, який має Другий дивізіон чемпіонату.
Один з найрезультативніших матчів в історії ліги був за участю Спартака д'Агуадінья. Також Спартак має одну з найбільших кількість забитих м'ячів в одному сезоні (73 — в сезоні 2014-15 років).

## Команди-учасниці сезону 2015-16
| - Академіка Фогу - Башада (Байшада, Флуміненше), також відомий як Бейра-Мар - Кова Фігуейра - Ботафогу (Сан-Філіпе) - Кутелінью (Морейруш) - Жувентуде - Ну Пінтча - Спартак (Агуадінья) - Уніау (Сан-Лоуреншу) - Валенсія (Аш-Хорташ-Сан-Філіпе) - Вулканікуш (Сан-Філіпе) | - ABC ді Патім - Брасілім - Дешпортіву ді Кова Фігуейра - Ешперанса - Гріту Пову - Лужабріл - Нова Ера - Паркуе Реал | - Ачада Флуміненше - Динамо ді Кова Фігуейра |

## Переможці
- 1968-75: невідомо, деякі або більшість титулів здобув Ботафогу
- 1975-76: Ботафогу
- 1977-79: невідомо, один з титулів здобув Ботафогу (Кабо-Верде)|Ботафогу
- 1979-80: Ботафогу
- 1980-81: Ботафогу
- 1982-84: невідомо
- 1984–85: Академіка Фогу/Морабежа?
- 1985–86: Академіка Фогу
- 1986–87: Академіка Фогу
- 1987–88: Академіка Фогу
- 1988–89: Ботафогу
- 1989–90: Кутелінью/Ботафогу?
- 1990–91: Академіка Фогу
- 1991–92: Вулканікуш
- 1992–93: Академіка Фогу
- 1993–94: Вулканікуш
- 1994–95: Академіка Фогу
- 1995–96: Ботафогу
- 1996–97: Академіка Фогу
- 1997–98: Вулканікуш
- 1998–99: Вулканікуш
- 1999–2000: Вулканікуш
- 2000–01: Ботафогу
- 2001–02: Академіка Фогу
- 2002–03: Кутелінью
- 2003–04: Вулканікуш
- 2004–05: Академіка Фогу
- 2005–06: Ботафогу
- 2006–07: Вулканікуш
- 2007–08: Академіка Фогу
- 2008–09: Вулканікуш
- 2009–10: Ботафогу
- 2010–11: Вулканікуш
- 2011–12: Академіка Фогу
- 2012–13: Академіка Фогу
- 2013–14: Академіка Фогу
- 2014-15: Спартак д'Агуадінья

## Виступи по клубах
| Клуб                | Перемог                               | Переможні сезони                                                                   |
| ------------------- | ------------------------------------- | ---------------------------------------------------------------------------------- |
| Ботафогу            | 17 всього, 8 у списку, 1 під питанням | 1976, 1980, 1981, 1989, 1990?, 1996, 2002, 2006, 2010                              |
| Академіка Фогу      | 15                                    | 1985, 1986, 1987, 1988, 1991, 1993, 1995, 1997, 2002, 2005, 2008, 2012, 2013, 2014 |
| Вулканікуш          | 9                                     | 1992, 1994, 1998, 1999, 2000, 2004, 2007, 2009, 2011                               |
| Кутелінью           | 1/2?                                  | 1990?, 2003                                                                        |
| Жувентуде           | 1                                     |                                                                                    |
| Спартак д'Агуадінья | 1                                     | 2015                                                                               |